# Logisticus fuscopunctatus
Logisticus fuscopunctatus là một loài bọ cánh cứng trong họ Cerambycidae.